# Cellino Attanasio
Cellino Attanasio – miejscowość i gmina we Włoszech, w regionie Abruzja, w prowincji Teramo.
Według danych na rok 2004 gminę zamieszkiwało 2761 osób, 64,2 os./km².